# Lincoln County (New Mexico)
Lincoln County ist ein County im Bundesstaat New Mexico der Vereinigten Staaten. Hier leben 20.497 Einwohner. Der Verwaltungssitz (County Seat) ist Carrizozo. Das County ist benannt nach dem ehemaligen Präsidenten Abraham Lincoln.
Im Lincoln County spielte sich Ende der 1870er Jahre der Lincoln-County-Rinderkrieg ab, in den auch Billy the Kid verwickelt war.

## Geographie
Die County hat eine Fläche von 12.513 Quadratkilometern; davon ist 1 Quadratkilometer (0,01 Prozent) Wasserfläche. Das County grenzt im Uhrzeigersinn an die Countys: Torrance County, Guadalupe County, De Baca County, Chaves County, Otero County, Sierra County und Socorro County.

## Geschichte
Ein Ort hat den Status einer National Historic Landmark, der Lincoln Historic District. 21 Bauwerke und Stätten des Countys sind insgesamt im National Register of Historic Places eingetragen (Stand 17. Februar 2018).

## Demografische Daten

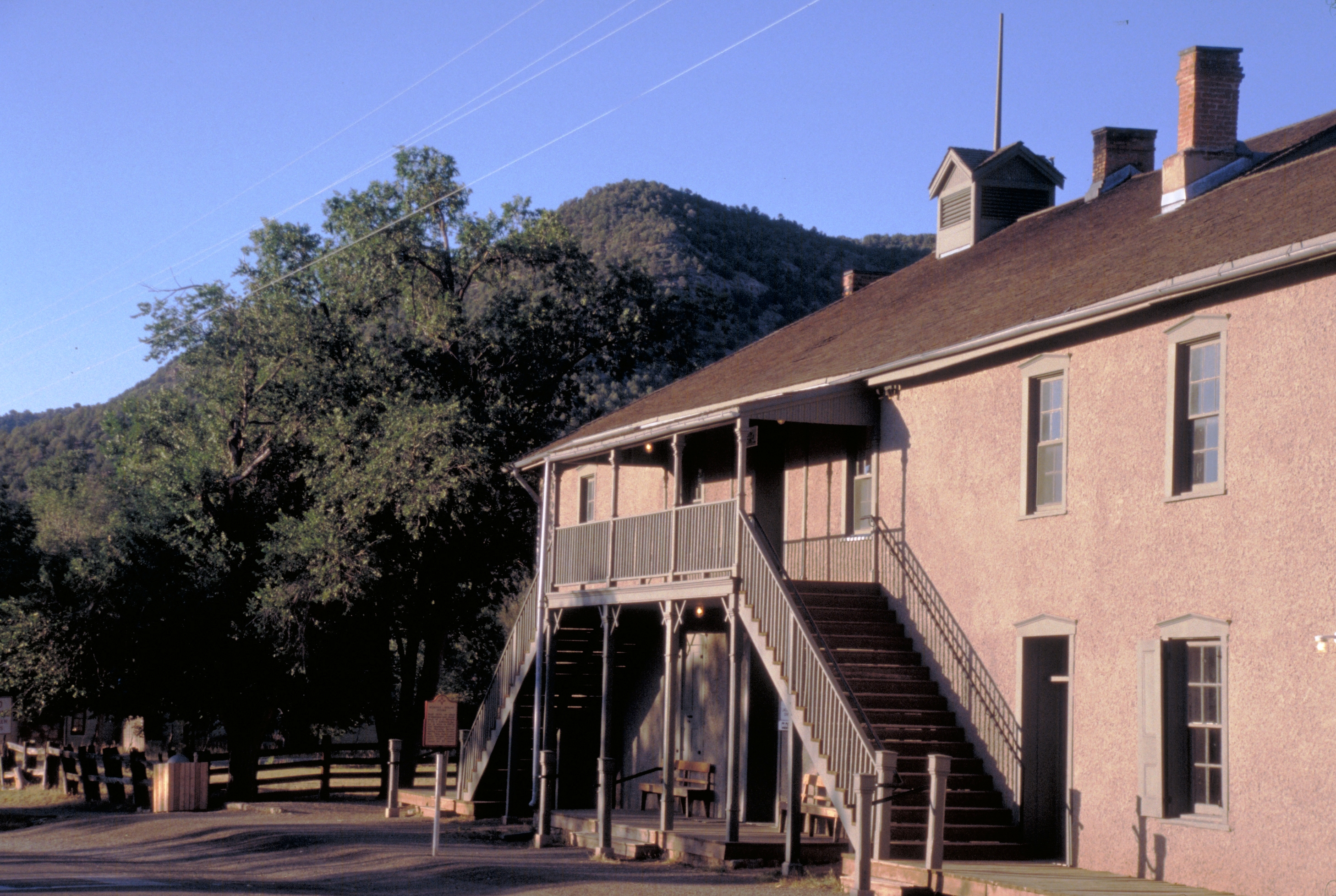
Gefängnis und Courthouse im Lincoln Historic District, in dem Billy the Kid inhaftiert war.

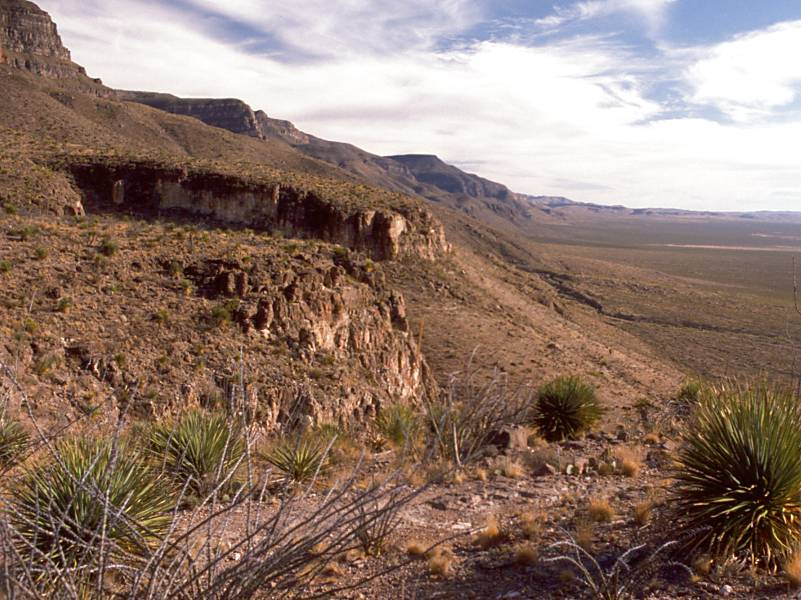
Die Sacramento Mountains

Nach der Volkszählung im Jahr 2000 lebten im County 19.411 Menschen. Es gab 8.202 Haushalte und 5.634 Familien. Die Bevölkerungsdichte betrug 2 Einwohner pro Quadratkilometer. Ethnisch betrachtet setzte sich die Bevölkerung zusammen aus 83,60 % Weißen, 0,35 % Afroamerikanern, 1,95 % amerikanischen Ureinwohnern, 0,27 % Asiaten, 0,06 % Bewohnern aus dem pazifischen Inselraum und 11,28 % aus anderen ethnischen Gruppen; 2,48 % stammten von zwei oder mehr ethnischen Gruppen ab. 25,63 % der Bevölkerung waren spanischer oder lateinamerikanischer Abstammung.
Von den 8.202 Haushalten hatten 26,20 % Kinder und Jugendliche unter 18 Jahre, die bei ihnen lebten. 55,60 % waren verheiratete, zusammenlebende Paare, 9,30 % waren allein erziehende Mütter. 31,30 % waren keine Familien. 26,70 % waren Singlehaushalte und in 10,00 % lebten Menschen im Alter von 65 Jahren oder darüber. Die Durchschnittshaushaltsgröße betrug 2,34 und die durchschnittliche Familiengröße lag bei 2,80 Personen.
Auf das gesamte County bezogen setzte sich die Bevölkerung zusammen aus 22,70 % Einwohnern unter 18 Jahren, 6,00 % zwischen 18 und 24 Jahren, 23,20 % zwischen 25 und 44 Jahren, 30,20 % zwischen 45 und 64 Jahren und 17,90 % waren 65 Jahre alt oder darüber. Das Durchschnittsalter betrug 44 Jahre. Auf 100 weibliche Personen kamen 95,90 männliche Personen, auf 100 Frauen im Alter ab 18 Jahren kamen statistisch 93,30 Männer.

Das jährliche Durchschnittseinkommen eines Haushalts betrug 33.886 USD, das Durchschnittseinkommen der Familien betrug 40.035 USD. Männer hatten ein Durchschnittseinkommen von 27.323 USD, Frauen 19.923 USD. Das Prokopfeinkommen betrug 19.338 USD. 14,90 % der Bevölkerung und 10,80 % der Familien lebten unterhalb der Armutsgrenze. 24,70 % davon waren unter 18 Jahre und 8,70 % waren 65 Jahre oder älter.

## Orte im Lincoln County
Im Lincoln County liegen fünf Gemeinden, davon zwei Cities, eine Town und zwei Villages. Zu Statistikzwecken führt das U.S. Census Bureau einen Census-designated place, der dem County unterstellt ist und keine Selbstverwaltung besitzt. Dieser ist wie die Unincorporated Communities gemeindefreies Gebiet.
| Cities - Ruidoso Downs | Town - Carrizozo |

Villages
| - Capitan - Corona - Ruidoso |

Census-designated places (CDP)
| - Nogal |

andere Unincorporated Communities
| - Arabela - Bluewater - Coyote - Glencoe | - Hondo - Lincoln - Oscuro - Picacho | - Riverside - San Patricio - Tinnie |

Ghost Towns
| - White Oaks - Jicarilla |